# Rhithrogena reatina
Rhithrogena reatina is een haft uit de familie Heptageniidae. De wetenschappelijke naam van de soort is voor het eerst geldig gepubliceerd in 1984 door Sowa & Belfiore.
De soort komt voor in het Palearctisch gebied.